# Irmãos Coragem (1995)
Irmãos Coragem é uma telenovela brasileira produzida e exibida pela TV Globo de 2 de janeiro a 30 de junho de 1995, em 154 capítulos. Substituiu Tropicaliente e foi substituída por História de Amor, sendo a 47ª "novela das seis" exibida pela emissora.
Escrita por Dias Gomes com a colaboração de Ferreira Gullar, Lílian Garcia, Marcílio Moraes e Margareth Boury, direção de Luiz Fernando Carvalho e Mauro Mendonça Filho, substituído por Reynaldo Boury, Ary Coslov e Carlos Araújo (a partir do capítulo 80) com o núcleo de Paulo Ubiratan. A obra é um remake da telenovela original de Janete Clair, exibida em 1970 na faixa das 20h.
Contou com Marcos Palmeira, Marcos Winter, Ilya São Paulo, Letícia Sabatella, Gabriela Duarte, Dira Paes, Laura Cardoso e Cláudio Marzo nos papéis centrais.

## Sinopse
A luta pela liberdade e contra a opressão é o eixo desse folhetim, que conta a história dos irmãos Coragem: João (Marcos Palmeira), Jerônimo (Ilya São Paulo) e Duda (Marcos Winter), filhos de Sinhana (Laura Cardoso). Na fictícia cidade de Coroado, João encontra um enorme diamante. Por causa disso, os três irmãos passam a ser perseguidos pelo poderoso coronel Pedro Barros (Cláudio Marzo), dono de quase todos os garimpos da região.
João e a filha do coronel, Lara (Letícia Sabatella), vivem uma intensa paixão. A moça tem múltipla personalidade. A tímida e recatada Lara se alterna com a sensual Diana e com Márcia, uma mulher equilibrada. Isso acaba por confundir João, que se sente atraído pelas três. O ódio de Pedro Barros pelos irmãos cresce quando ele descobre a relação entre sua filha e João, que decide pegar em armas na luta contra o autoritarismo do coronel.
Jerônimo, por sua vez, encontra no movimento político de oposição uma saída para dar fim aos desmandos de Pedro Barros. Embora viva um amor proibido pela irmã de criação, a índia Potira (Dira Paes), casada com o ciumento promotor público Rodrigo César (Giuseppe Oristanio), de quem se acaba divorciando, ele se liga a Lídia Siqueira (Isabela Garcia), filha de um político local. Na segunda versão, o destino de Jerônimo e Potira foi alterado. Em vez de morrerem em um tiroteio, como na primeira versão, eles conseguem fugir ao pular em um rio. Como estão feridos, são dados como mortos, mas seus corpos não são encontrados. Sinhana diz ter sonhado com o casal em um veleiro, deixando abertura para o público concluir que eles possam ter sobrevivido.
O terceiro irmão, Duda, deixa a cidade de Coroado para fazer fama como jogador de futebol no Rio de Janeiro. Depois, de volta a Coroado, reencontrando-se com Ritinha (Gabriela Duarte), que sempre foi apaixonada pelo jovem. Acabam por se envolver, a tensão entre eles cresce quando a moça engravida e os pais dela obrigam-no a casar. De volta à cidade grande, a rápida ascensão do craque do Flamengo leva-o a se ligar à exuberante, sensual e venenosa Paula (Rita Guedes) e a deixar para trás seu verdadeiro amor.

## Elenco
| Intérprete           | Personagem                                       | Interpretado na versão de 1970 por |
| -------------------- | ------------------------------------------------ | ---------------------------------- |
| Marcos Palmeira      | João Coragem                                     | Tarcísio Meira                     |
| Marcos Winter        | Eduardo Coragem (Duda)                           | Cláudio Marzo                      |
| Ilya São Paulo       | Jerônimo Coragem                                 | Cláudio Cavalcanti                 |
| Letícia Sabatella    | Maria de Lara Barros (Diana \| Márcia)           | Glória Menezes                     |
| Gabriela Duarte      | Rita de Cássia Maciel (Ritinha)                  | Regina Duarte                      |
| Dira Paes            | Potira                                           | Lúcia Alves                        |
| Cláudio Marzo        | Coronel Pedro Barros                             | Gilberto Martinho                  |
| Laura Cardoso        | Sinhana Coragem                                  | Zilka Salaberry                    |
| Emiliano Queiroz     | Dr. Salvador Maciel                              | Ênio Santos                        |
| Eliane Giardini      | Estela Barros Lemos                              | Glauce Rocha                       |
| Murilo Benício       | Juca Cipó                                        | Emiliano Queiroz                   |
| Jackson Antunes      | Delegado Diogo Falcão                            | Carlos Eduardo Dolabella           |
| Rita Guedes          | Paula                                            | Myrian Pérsia                      |
| Flávio Galvão        | Delegado Gerson Louzada                          | Ivan Cândido                       |
| Isabela Garcia       | Lidia Siqueira                                   | Sônia Braga                        |
| Suzana Faíni         | Dalva Lemos                                      | Miriam Pires                       |
| Nelson Xavier        | Padre Bento                                      | Macedo Neto                        |
| Reynaldo Gonzaga     | Lourenço D'Ávila / Ernesto Bianchini (Bianchini) | Hemílcio Fróes                     |
| Denise Milfont       | Iracema (Cema)                                   | Suzana Faini                       |
| Jonas Bloch          | Dr. Adamastor Siqueira (Siqueira)                | Felipe Wagner                      |
| Giuseppe Oristânio   | Promotor Rodrigo César Vidigal                   | José Augusto Branco                |
| Orlando Vieira       | Sebastião Coragem                                | Antônio Victor                     |
| Cosme dos Santos     | Neco                                             | Antônio Andrade                    |
| Lilian Valeska       | Carmem                                           | Dorinha Duval                      |
| Maurício Gonçalves   | Braz Canoeiro                                    | Milton Gonçalves                   |
| Via Negromonte       | Domingas                                         | Ana Ariel                          |
| Jorge Cherques       | Souza                                            | Francisco Serrano                  |
| Zaira Zambelli       | Manuela                                          | Lourdinha Bittencourt              |
| Daniele Rodrigues    | Deolinda                                         | Monah Delacy                       |
| Marcelo Escorel      | Ernani                                           | Paulo Araújo                       |
| Chico Tenreiro       | Gentil Palhares                                  | Arthur Costa Filho                 |
| Chico de Assis       | Manuel Jagunço                                   | Fábio Milton                       |
| Maria Helena Velasco | Indaiá                                           | Jurema Pena                        |
| Luiz Antônio Pilar   | Jesuíno                                          | Clementino Kelé                    |
| Fernanda Lobo        | Margarida                                        | Leda Lúcia                         |
| Luiz Magnelli        | Prefeito Jorge                                   | B. de Paiva                        |
| Lamartine Ferreira   | Antônio                                          | Ivan de Almeida                    |

### Elenco de apoio
- Sebastião Vasconcelos - Beato Zacarias
- Sérgio Viotti - Dr. Rafael
- Licurgo Spínola - Clemente Gaúcho
- Kiko Mascarenhas - Alberto
- Tânia Loureiro - Branca
- Camilo Bevilácqua - Lázaro
- Enrique Diaz - Castro
- Luís de Lima - Dr. Henrique
- Mário Petraglia - Técnico Jair Santana
- Naura Schneider - Beatriz
- Nelson Freitas - Gastão
- Regina Restelli - Tula
- Roberto Lopes - Damião
- Tadeu Aguiar - Dr. Humberto
- Alessandro Pilar – Soldado
- Antônio Nadeo – Dono da venda
- Carlos Sérgio – Crupiê do cassino
- Elídio Nunes – Funcionário do cassino
- César Pezzuoli - Laport
- Francisco Neto – Escrivão
- Joana Rocha – Arrumadeira
- Jorge Gomes – Barman
- Julio Margarida – Soldado
- Walmir José – Barbeiro
- Vera Papua – Cozinheira dos Barros
- Rose de Prado – Copeira dos Barros
- Paulino Paura – Motorista dos Barros
- Cézar Augusto – Jardineiro dos Barros
- Renata Saldanha – Garçonete
- Rafael Mozina - Crupiê do cassino
- Luciano Luppi – Funcionário dos Correios
- Miguel Oniga – Garçom
- Murilo Lourdes – Funcionário da prefeitura
- Nádia Miguel – Idem
- Aline de Oliveira – Cozinheira
- Cláudio Gabriel - Gabriel
- Raymundo de Souza
- Regina Duarte
- Cláudio Cavalcanti
- Milton Gonçalves
- Zilka Salaberry
- Lúcia Alves
- Dary Reis

## Produção

### Antecedentes
Em 1995, em comemoração aos 30 anos da TV Globo, foi escolhido fazer o remake de Irmãos Coragem, folhetim que foi um dos maiores sucessos de Janete Clair. A telenovela original marcou a história da teledramaturgia brasileira.

### Gravação
As cenas externas foram gravadas no município fluminense de Sapucaia e em garimpos do município mineiro de Diamantina. O barroco mineiro teve grande influência na estética da telenovela. Produção de arte, figurinos e cenários espelhavam esse estilo. Foram criados e utilizados cerca de 3500 figurinos para os diferentes núcleos da história. O cenógrafo Mário Monteiro supervisionou a construção de um cassino de 500m² para as gravações da telenovela.
Um mês depois da estreia, Mauro Mendonça Filho, que era um dos assistentes do diretor geral da telenovela, Luiz Fernando Carvalho, foi demitido por divergências com o diretor da CGP (Central Globo de Produção), Mário Lúcio Vaz. Sua saída causou um mal-estar entre atores, produtores e diretores e um problema para Carvalho, pois Mendonça Filho iria substituí-lo na direção geral da telenovela. Luiz Fernando Carvalho também se havia desentendido com a produção e foi substituído por Reynaldo Boury, que havia trabalhado como diretor de imagem da novela original, em 1970. O autor Dias Gomes acusou Luiz Fernando de ter alterado o ritmo e a linguagem da história. Ao assumir a direção geral de Irmãos Coragem, Carvalho havia acertado que, por volta do capítulo 60, sairia para cuidar dos preparativos da produção e direção da próxima telenovela da Globo, O Rei do Gado, de Benedito Ruy Barbosa, a ser exibida no horário das oito, mas deixou a trama no 55º capítulo. Antes de sua saída, Carvalho tentou, com a direção da Globo, uma solução para a crise que permitisse a continuidade de sua estética cinematográfica, de passeios de câmeras, com planos longos e detalhistas inspirados no cinema. Existia muita insatisfação no elenco devido à mudança. Com isso, voltou a estética tradicional, com planos mais estáticos e cortes secos, que foi capitaneada pelo diretor do núcleo de telenovelas, Paulo Ubiratan, um dos responsáveis pela demissão de Mendonça Filho.
Mudanças no remake em relação ao original também aconteceram. Diferentemente da primeira versão, em que os personagens Jerônimo e Potira morreram no último capítulo, nessa segunda versão seus destinos foram alterados: os dois terminaram num veleiro, sem que o público soubesse se escaparam com vida e foram felizes para sempre.
Gabriela Duarte viveu a mesma personagem que sua mãe, Regina Duarte, vivera em 1970: Ritinha. O mesmo ocorreu com Maurício Gonçalves, que viveu Brás Canoeiro, personagem de seu pai, Milton Gonçalves, na primeira versão. Como homenagem, o diretor Luiz Fernando Carvalho convidou alguns atores da primeira versão da telenovela para fazer pontas no remake, contracenando com os personagens que interpretaram na década de 1970. Regina Duarte aparece em uma cena ao lado de Ritinha, interpretada por sua filha, e Cláudio Cavalcanti gravou como o motorista de ônibus que leva Jerônimo, personagem de Ilya São Paulo, para o Rio de Janeiro. O papel do vilão Pedro Barros foi dado a Cláudio Marzo, que na trama original interpretara o jogador Duda. Outros atores que trabalharam na primeira versão de Irmãos Coragem, como Lúcia Alves, Dary Reis e Zilka Sallaberry, também fizeram participações especiais no remake.

### Crítica social
A nova versão de Irmãos Coragem mostrou uma crítica social do Brasil retratado por seus personagens, em que o contraste entre o Brasil urbano e rural e a denúncia da usurpação do poder pelos bem abastados continuaram sendo, 25 anos depois da versão original, a tônica da telenovela. Entre as cenas, uma em que o capanga Juca Cipó obriga um garimpeiro a beber óleo de rícino para pôr para fora um diamante supostamente engolido. O remake também preservou o coloquialismo realista da primeira versão e foi acrescentada a crítica social aos aspectos da modernidade em que se passa o remake, como o regime semi-escravagista de Serra Pelada. Outros ângulos da realidade nacional também se revelam na adaptação, como quando Duda afirma que, no Rio de Janeiro, a violência "é muito pior" que em Coroado, a cidade fictícia da trama.

## Exibição

### Outras mídias
Nunca reprisada, foi disponibilizada na íntegra pelo Globoplay em 23 de junho de 2025, como parte do Projeto Resgate.

## Audiência
Na semana de 20 a 26 de fevereiro de 1995, Irmãos Coragem ocupou o nono lugar na lista das maiores audiências da TV Globo, com média de 25 pontos, e depois ficou estacionada nos 32 pontos, quando a meta do horário era de 35 pontos. Após amargar baixos índices de audiência e mudar de direção, a telenovela terminou com média de 31 pontos. Assim sendo, não repetiu o sucesso da versão original.

## Trilha sonora

### Trilha sonora 1
Capa: Marcos Winter
1. "A Sombra da Maldade" - Cidade Negra
2. "A Saudade é Uma Estrada Longa" - Almir Sater
3. "A Cidade" - Chico Science e Nação Zumbi
4. "Amor Em Paz" - Rosa Passos
5. "Talismã" - Geraldo Azevedo
6. "Irmãos Coragem" - Milton Nascimento
7. "Quando o Amor Se Vai" - Renato Teixeira
8. "Chora Coração" - Tom Jobim (part. esp. Paula Morelenbaum)
9. "Benke" - Milton Nascimento (part. esp. Leonardo Bretas)
10. "Alecrim Dourado" - Gabriela Duarte
11. "Send In The Clowns" - Dori Caymmi
12. "Pedra Bruta" - Projeto Eva (instrumental)

### Trilha sonora 2
Capa: Ilya São Paulo
1. "Mordida Na Maçã" - Wando
2. "Paisagem da Janela" - Elba Ramalho
3. "Tropeços Naturais" - Emílio Santiago
4. "Ninguém é de Ninguém" - Tânia Alves
5. "Pra Sempre Vou Te Amar (Forever by Your Side)" - Wilson & Soraia
6. "Coroado" - Banda Evasão
7. "Espelhos D'Água" - Dalto
8. "De Tanto Amor" - Evinha
9. "Meu Namoro" - Moraes Moreira
10. "Dama do Cassino" - Jussara Silveira
11. "Jura" - Watusi
12. "Flor do Campo" - Cadilac de Prata